# Extradition en droit français
Pour un article plus général, voir Extradition.
En droit français, l'extradition de citoyens français vers d'autres pays est en principe interdite. L'extradition vers la France d'étrangers ou de nationaux français accusés d'avoir commis des crimes ou délits en France est toutefois une pratique courante.

## Code de procédure pénale et règles de certaines conventions
En matière d'infraction politique, le Code de procédure pénale français interdisait l'extradition (art. 696-4), de même que la Convention européenne d'extradition de 1957 (art. 3).
Cependant, la Convention européenne pour la répression du terrorisme de 1977 affirme que certaines infractions graves contre l'intégrité des personnes ne peuvent être qualifiées de « politiques » et permet donc l'extradition. De plus, les conventions d'extradition qu'elles soient bilatérales ou multilatérales contiennent pour leur majorité une clause belge selon laquelle l’attentat à la vie d’un chef d’état ou d’un membre de sa famille ne pourra être considérée comme une infraction politique.
La difficulté voire l'impossibilité d'extrader vers l'étranger des citoyens français pour des agressions sexuelles qui auraient été commises à l'étranger est parfois discutée, par ex. dans le cadre de l'affaire Roman Polanski ou de l'affaire Johannes Rivoire.

## Possibilité de juger en France des personnes dont la loi interdit l'extradition

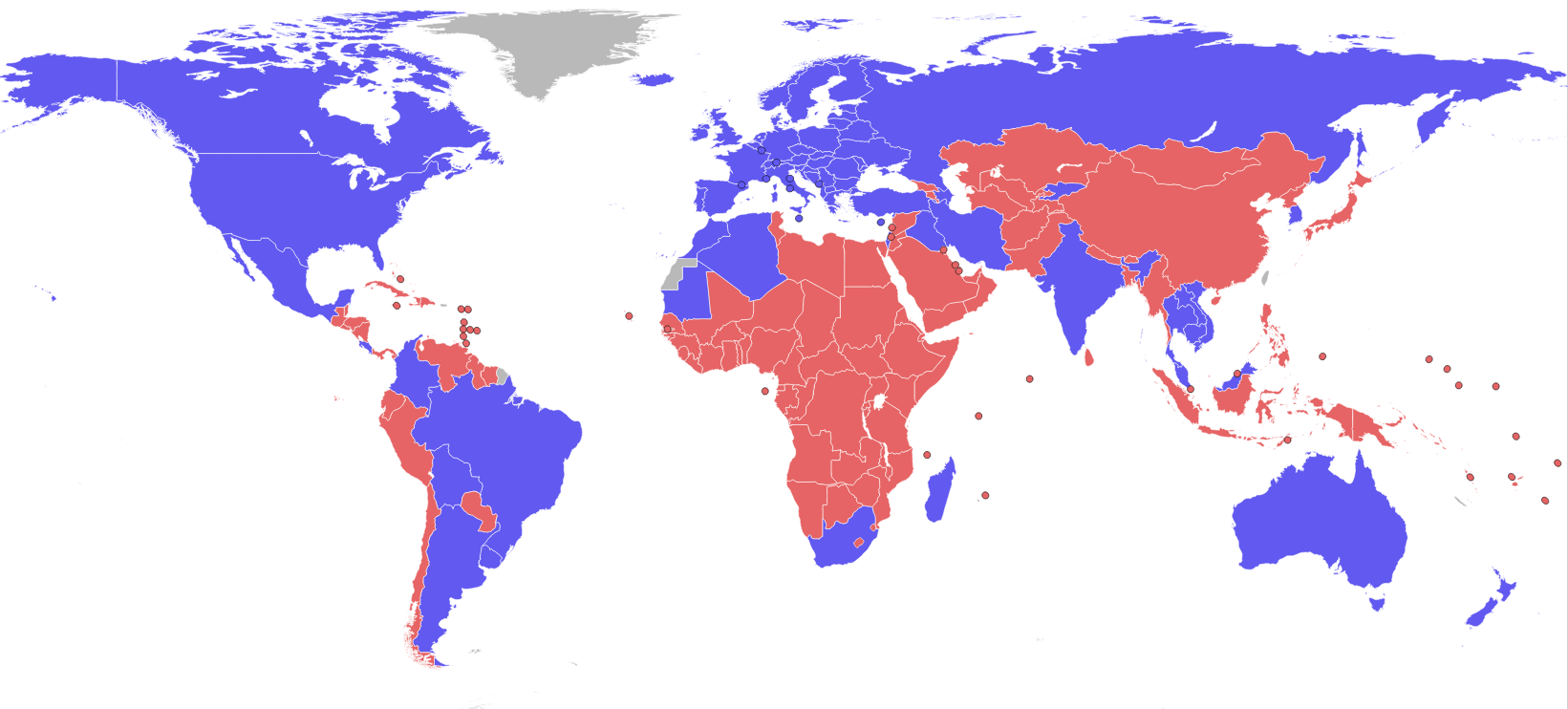
Accords signés avec la France. Aucun accord
Accord existant

En outre, la loi Perben II de 2004 a permis de juger en France une personne dont l'État français refuse l'extradition (art. 113-8-1 Code pénal).
Toutefois, la possibilité de juger en France des personnes accusées d'avoir commis des infractions à l'étranger est bien entendu sous réserve des règles françaises en matière de prescription pénale, y compris pour des crimes contre la personne réputés graves comme le meurtre (30 ans) et le viol (entre 10 et 30 ans, selon le cas), alors que bien souvent à l'étranger, de tels crimes graves sont imprescriptibles.

## Accord d'extradition entre la France et les autres pays
- La France a signé des accords bilatéraux de coopération liés aux extraditions avec 50 pays (entre parenthèses la date de signature finale de cet accord) :
  -  Algérie (27 août 1964)
  -  Australie (31 août 1988)
  -  Bosnie-Herzégovine (23 septembre 1970)
  -  Brésil (28 mai 1996)
  -  Canada (17 novembre 1988)
  -  Djibouti (27 septembre 1986)
  -  Équateur (13 avril 1937)
  -  États-Unis (23 avril 1996)
  -  Gabon (23 juillet 1963)
  -  Inde (24 janvier 2003)
  -  Iran (24 juin 1964)
  -  Lettonie (29 octobre 1924) (inclus au-dessus dans Union européenne)
  -  Liberia (5 janvier 1897)
  -  Macédoine (23 septembre 1970)
  -  Madagascar (4 juin 1973)
  -  République dominicaine (1er mai 2002)[9]
  -  République populaire de Chine (1er octobre 2015)[10]
  -  Union européenne (tous les pays membres)

À signaler que les membres de l'Union européenne ont eux aussi signé cet accord pour l'extradition de leurs ressortissants au nom de la totale collaboration juridique des pays de la Communauté.
- États-Unis : Signé le 23 avril 1996, le Traité d'extradition entre les États-Unis d'Amérique et la France fut salué comme une avancée majeure au vu des relations souvent tendues entre les deux États. Cependant, les simplifications apportées par ce texte sont relatives compte tenu du fait que les États-Unis sont un État fédéral dans lequel la législation criminelle relève à plus de 90 % de chacun des 50 États fédérés. Cette particularité institutionnelle est source de complexité des procédures d'extradition avec les États-Unis.

- De plus, tous les pays membres du conseil de l'Europe ont signé une convention européenne d'extradition, à laquelle se sont ajoutés trois autres pays :
  -  Afrique du Sud
  -  Corée du Sud
  -  Israël[11]